# アクトベ
アクトベ（Ақтөбе）は、カザフスタン共和国の都市。アクトベ州の州都。2015年の人口は38万7807人。
ラテン文字表記はAqtöbe（またはAktöbe、Actöbe）。ロシア語ではアクチュビンスク（Актюбинск）と呼ばれる。
住民の民族構成は多彩で、カザフ人とロシア人を始めとして、ウクライナ人・タタール人・ウイグル人・チェチェン人・アルメニア人・ユダヤ人・ギリシア人などが住んでいる。ペレストロイカ以前はドイツ人の大きなコミュニティがあった。

## 歴史
アクトベという名はカザフ語で「白い丘」を意味し、19世紀の入植地であった丘に由来する。1869年3月、ロシアはオレンブルクからのキャラバンルートに当たるこの地に軍事要塞を建設し、周囲にスラブ人が農業のために入植を開始した。要塞は拡張され、町も大きく整備された。1891年、アクチュビンスクという名の市に昇格した。1901年にはトランス・アラル鉄道も開通した。
ロシア第一革命ではボリシェビキが活発な反政府活動を展開し、ロシア革命で完全にアクチュビンスクを掌握した。その後、戦略的に重要なアクチュビンスクをめぐって赤軍と白軍が激しい争奪戦を展開し、1919年4月、アクチュビンスクは白軍の手に落ち、ボリシェビキの中央アジアへの連絡路は断たれた。しかし、9月になるとミハイル・フルンゼのボリシェビキ軍は激戦を経てアクチュビンスクを奪還し、それ以降にタシュケントへの鉄路は赤軍の掌握するところとなった。1920年、キルギス自治ソビエト社会主義共和国が誕生した後、カザフ・ソビエト社会主義共和国のアクトベ州となる。
第二次世界大戦では、工場がロシアやウクライナから疎開し、フェロアロイ工場やクロム工場も移転してきたため、工業都市として飛躍することになった。1990年代以降、アクトベのヴォルガ・ドイツ人たちはドイツへ帰還した。

## 政治

### 治安
2016年6月5日、アクトベ市内の銃砲店や警察施設が攻撃されるテロ事件が発生。治安部隊との間で銃撃戦が発生し、6名が死亡し、10名が負傷した。このテロ事件を受け、治安当局はアクトベ市のテロの脅威度を「赤」（3段階中最高位）に設定した。6月12日、カザフスタン当局はテロの脅威レベルを「赤」から「黄」（3段階中1番目）に引き下げた。8月14日、カザフスタン国家保安委員会は、テロの脅威レベル「黄」を2017年1月15日まで延長した。

## 著名な出身者
- ワレリー・リューキン - 旧ソ連の体操選手。
- サビーナ・アルシンベコバ - バレーボール選手[4]。